# Praia da Calada
Praia da Calada.
A Praia da Calada é uma praia localizada na freguesia da Encarnação, no concelho de Mafra. É uma bonita e abrigada praia, com bandeira azul, fica mais ou menos a 10 km da pitoresca vila da Ericeira.

## Descrição
É uma praia vigiada, com bar e com parque de estacionamento, o seu mar tanto pode ser bravo como pode ser calmo. Têm umas belas falésias onde no passado terá nidificado o raro falcão-da-rainha, no entanto tal não se verifica desde pelo menos 1982. Também nas suas falésias encontram-se cobras inofensivas, coelhos bravos, perdizes e mochos.
No Inverno raramente é visitada, na época balnear a praia quase que enche.
Também é uma praia com condições favoráveis para a prática desportiva de pesca. Esta praia encontra-se entre praias desertas com acesso só possível mesmo pela própria Praia da Calada, acesso agora possível pela construção de uma estrada que desce até ao areal sendo que a mesma tem um parque de estacionamento espaçoso.